# 다싱신청역
다싱신청역(중국어: 大兴新城站)은 중국 베이징시 다싱구 관인쓰 가도 퇀허로·무신로 교차로의 서남측에 위치하는 베이징 지하철 다싱공항선의 지하철역으로 2019년 9월 26일 공식적으로 개장하여 운영을 개시하였다.

## 역명
베이징 지하철 다싱공항선 다싱신청역 기획 및 건설 기간의 프로젝트 명칭에는 츠거좡역(중국어: 磁各庄站) 등이 포함되었다.
철도 프로젝트 1단계 역 명칭 계획에 관한 공지'를 발표하였다. 해당 역은 "관인쓰역(观音寺站)"으로의 명명 또는 "신펑역(新凤站)"은 각각 역이 위치한 관인쓰 가도(观音寺街道)와 역 남쪽의 신펑강(新凤河)의 이름을 따서 임시로 제정되었다. 3월 11일, 베이징시 계획천연자원위원회는 '철도 신공항 노선 프로젝트에 따른 역명 계획 공개 공고'를 발표하고 역명 제정 계획으로 "관인쓰역"이라는 이름을 초안하였다. 5월 24일, 베이징시 계획천연자원위원회는 역의 공식 명칭을 번영을 의미하는 "다싱신청역"으로 발표했다.

## 건설
2017년 6월, 역 건설이 시작되었다. 2018년 6월 29일, 역 주변 건물들이 폐쇄되었다.
2019년 4월 25일 다싱공항선이 완전히 완공되었다. 6월 15일, 다싱신청역이 다싱공항선과 함께 시범 운행을 개시했다.

## 역 구조

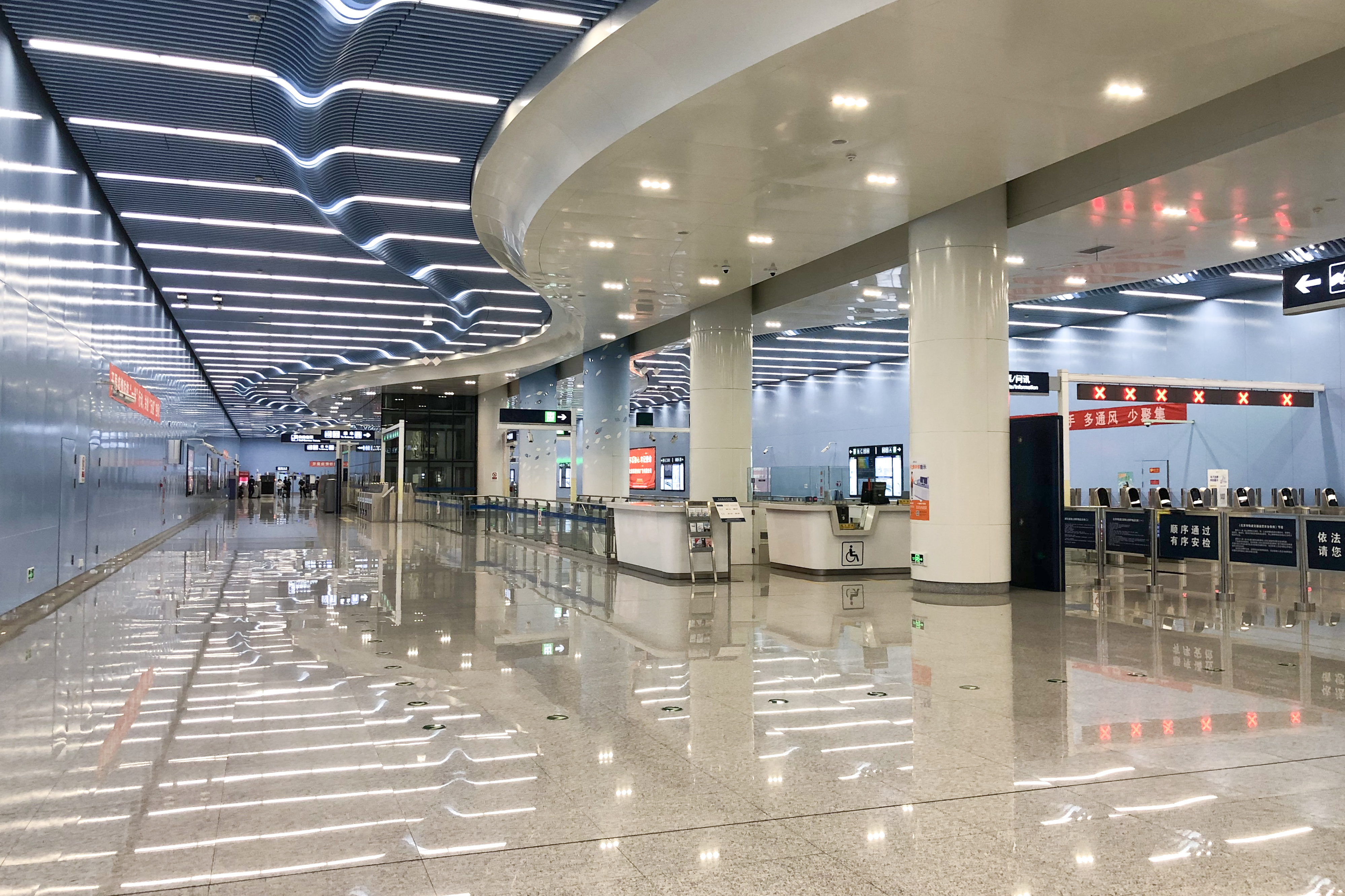
대합실(2021년 9월 촬영)

다싱신청역은 녹색 햇살이 가득한 역으로 자연풍, 자연광, 승객 흐름을 유입하는 움푹 들어간 광장을 갖추고 지하 보행자 블록 네트워크를 형성하여 지상 2층에는 보행로와 자전거 도로가 설치되어 있다. 역은 '해상 실크로드'를 주제로 디자인되었으며 보트와 물결로 장식되어 있다.

### 층별 구조
| 지면층             | 가도                            | A-C출입구                                |
| 지하 1층 대합실 층 | 대합실                          | 고객센터, 자동 발권기, 출입문            |
| 지하 2층 승강장    | ←                               | ■ 다싱공항선 리쩌 상무구 방면 (차오차오) |
| 지하 2층 승강장    | 섬식 승강장, 왼쪽 출입문이 열림 |                                          |
| 지하 2층 승강장    | →                               | ■ 다싱공항선 다싱공항 방면 (시·종착역)   |

## 출구
이 역에는 A(북서쪽), B(남동쪽), C(남서쪽)의 3개 출입구가 있다.
|                         |                |           |      |             |
| 출구                    | 지시           | 출구 인근 | 사진 | 무장애 시설 |
| 出口 · A                | 무신로(沐新路) |           |      |             |
| 出口 · B                | 무신로(沐新路) |           |      | 빈칸        |
| 出口 · C                | 무신로(沐新路) |           |      |             |
| 아이콘 설명: 엘리베이터 |                |           |      |             |